# Oleksandr Svetlitjnj
Oleksandr Svetlitjnj (ukrainska: Олександр Миколайович Світличний), född den 23 augusti 1972 i Charkov, Ukrainska SSR, Sovjetunionen (nuvarande Ukraina), är en ukrainsk gymnast.
Han tog OS-brons i lagmångkampen i samband med de olympiska gymnastiktävlingarna 1996 i Atlanta.
Han tog även OS-silver i lagmångkampen i samband med de olympiska gymnastiktävlingarna 2000 i Sydney.